# Gordana Vukmirović
Gordana Vukmirović (in serbo Гордана Вукмировић?; Zrenjanin, 1956) è un'ex cestista jugoslava.

## Carriera
Con la Jugoslavia ha disputato i Campionati europei del 1976.